# Georg Klimm
Georg Klimm (*  21. Oktober 1913; † 19. Dezember 2000) war ein deutscher Lehrer und Politiker (CSU).

## Werdegang
Klimm wurde als Sohn eines Vermessungsingenieurs geboren und wuchs in Freising auf. Seine Gymnasialzeit verbrachte er in einem Internat in Rosenheim, wo er auch musikalisch gefördert wurde. 1933 legte er die Reifeprüfung ab. Nach dem verpflichtenden Arbeitsdienst in Benediktbeuern studierte er in München Alte Sprachen und auf Rat eines Ministerialrats zudem Musik, weil es in Bayern an Musiklehrern fehlte. Nach der Lehramtsprüfung kam er nach Münnerstadt. 1938 wurde er zur Wehrmacht eingezogen. Im Russlandfeldzug wurde er durch einen Lungenschuss schwer verletzt. Es folgten Lazarettaufenthalte. Gegen Kriegsende geriet er in amerikanische Gefangenschaft. Wegen seiner Verletzungen wurde er bald entlassen und kehrte nach Freising zurück, wo er Musiklehrer am Dom-Gymnasium wurde. Die Schule blieb bis zu seiner Pensionierung berufliche Wirkungsstätte.
Angeregt durch Stadtrat Warmuth ließ sich Klimm in den Freisinger Stadtrat wählen und wurde bald Zweiter Bürgermeister der Stadt. Bei der Oberbürgermeisterwahl 1970 konnte er sich aber nicht gegen Adolf Schäfer (SPD) durchsetzen.
Klimm wurde auch in den Bezirkstag von Oberbayern gewählt. Von 1966 bis 1986 war er dessen Präsident. In seiner Amtszeit wurden die Freilichtmuseen Glentleiten und Amerang eingerichtet. Maßgeblich beeinflusste er die Einrichtung eines ordentlichen Lehrstuhls für Kinder- und Jugendpsychiatrie an der Medizinischen Fakultät der Universität München.
Er war Ehrenmitglied der katholischen Studentenverbindung Isaria Freising.

## Ehrungen
- 1983: Verdienstkreuz 1. Klasse der Bundesrepublik Deutschland
- 1987: Großes Verdienstkreuz der Bundesrepublik Deutschland
- Bayerischer Verdienstorden
- Kommunale Verdienstmedaille in Silber und Gold
- Goldene Bürgermedaille der Stadt Freising